# Jakimowice
Jakimowice – wieś w Polsce położona w województwie świętokrzyskim, w powiecie koneckim, w gminie Radoszyce.
| SIMC    | Nazwa | Rodzaj    |
| ------- | ----- | --------- |
| 1017971 | Praga | część wsi |

W latach 1954–1959 wieś należała i była siedzibą władz gromady Jakimowice, po jej zniesieniu w gromadzie Słupia. W latach 1975–1998 miejscowość należała administracyjnie do województwa kieleckiego.
Wieś istniała zapewne już we wczesnym średniowieczu, a pierwsze zapisy o jej istnieniu przez Jana Długosza występują w 1411 roku: należała do Jachimowskich (Jakimowskich, obecnie Jachymowskich) herbu Czewoja lub Łzawa – stąd zapewne pochodzi nazwa Jakimowice.
Wierni Kościoła rzymskokatolickiego należą do parafii św. Wawrzyńca w Lipie.